# Drusilla di Mauretania
Drusilla di Mauretania (a volte chiamata Giulia Drusilla Urania; Cesarea di Mauretania, 38 – Emesa, 79) è stata una principessa del regno di Mauretania, figlia di Tolomeo di Mauretania e discendente di Marco Antonio e Cleopatra. È stata anche regina consorte di Emesa come moglie di Gaio Giulio Soaemo.

## Biografia
Drusilla (occasionalmente nota come Giulia Drusilla Urania) era la figlia di re Tolomeo di Mauretania, figlio di Cleopatra Selene, che era a sua volta figlia di Marco Antonio e Cleopatra, e di sua moglie Giulia Urania, una principessa siriana appartenente alla dinastia emesiana. Nacque intorno al 38 a Cesarea di Mauretania e venne chiamata in onore della sorella dell'imperatore romano Caligola, Giulia Drusilla, morta poco prima della sua nascita.
Dopo aver ricevuto un'educazione romana sposò Marco Antonio Felice, liberto di Antonia minore (prozia di Drusilla) e successivamente procuratore della Giudea dal 52 al 60.
Antonio Felice divorziò da lei nel 53 circa per sposare una principessa giudea, anche lei chiamata Drusilla, figlia di Erode Agrippa I.  
Nel 56, Drusilla si risposò con Gaio Giulio Soaemo, re di Emesa e lontano parente di sua madre. Ebbero un figlio, Gaio Giulio Alessio, che successe al padre come Alessio II nel 73. Attraverso lui, la regina Zenobia di Palmira sosteneva di discendere da Cleopatra in persona. Secondo alcuni, era anche l'antenato di Giulio Bassiano, padre di Giulia Domna, moglie dell'imperatore romano Settimio Severo e madre di Caracalla, e Giulia Mesa, nonna materna degli imperatori Eliogabalo e Alessandro Severo. Drusilla morì a Emesa nel 79, nello stesso periodo del figlio e sei anni dopo il marito.

## Ascendenza
|                        |  |               | Genitori              |  |  | Nonni |  |  | Bisnonni |  |  | Trisnonni   |  |
|                        |  |               |                       |  |  |       |  |  | Giuba I  |  |  | Iempsale II |  |
|                        |  |               |                       |  |  |       |  |  | Giuba I  |  |  | Iempsale II |  |
|                        |  | …             |                       |  |  |       |  |  | Giuba I  |  |  |             |  |
| Giuba II               |  |               |                       |  |  |       |  |  | Giuba I  |  |  |             |  |
|                        |  | …             | …                     |  |  |       |  |  |          |  |  |             |  |
|                        |  | …             | …                     |  |  |       |  |  |          |  |  |             |  |
|                        |  | …             | …                     |  |  |       |  |  |          |  |  |             |  |
| Tolomeo di Mauretania  |  | …             |                       |  |  |       |  |  |          |  |  |             |  |
|                        |  | Marco Antonio | Marco Antonio Cretico |  |  |       |  |  |          |  |  |             |  |
|                        |  | Marco Antonio | Marco Antonio Cretico |  |  |       |  |  |          |  |  |             |  |
|                        |  | Marco Antonio | Giulia                |  |  |       |  |  |          |  |  |             |  |
| Cleopatra Selene       |  | Marco Antonio |                       |  |  |       |  |  |          |  |  |             |  |
|                        |  | Cleopatra     | Tolomeo XII           |  |  |       |  |  |          |  |  |             |  |
|                        |  | Cleopatra     | Tolomeo XII           |  |  |       |  |  |          |  |  |             |  |
|                        |  | Cleopatra     | …                     |  |  |       |  |  |          |  |  |             |  |
| Drusilla di Mauretania |  | Cleopatra     |                       |  |  |       |  |  |          |  |  |             |  |
|                        |  |               |                       |  |  |       |  |  |          |  |  |             |  |
|                        |  |               |                       |  |  |       |  |  |          |  |  |             |  |
|                        |  | …             |                       |  |  |       |  |  |          |  |  |             |  |
|                        |  |               |                       |  |  |       |  |  |          |  |  |             |  |
|                        |  |               |                       |  |  |       |  |  |          |  |  |             |  |
|                        |  |               |                       |  |  |       |  |  |          |  |  |             |  |
|                        |  |               |                       |  |  |       |  |  |          |  |  |             |  |
| Giulia Urania          |  |               |                       |  |  |       |  |  |          |  |  |             |  |
|                        |  |               |                       |  |  |       |  |  |          |  |  |             |  |
|                        |  |               |                       |  |  |       |  |  |          |  |  |             |  |
|                        |  | …             |                       |  |  |       |  |  |          |  |  |             |  |
|                        |  |               |                       |  |  |       |  |  |          |  |  |             |  |
|                        |  | …             | …                     |  |  |       |  |  |          |  |  |             |  |
|                        |  | …             | …                     |  |  |       |  |  |          |  |  |             |  |
|                        |  | …             | …                     |  |  |       |  |  |          |  |  |             |  |
|                        |  | …             |                       |  |  |       |  |  |          |  |  |             |  |